# Сухопутные войска Саудовской Аравии
Сухопутные войска Саудовской Аравии (араб. القُوَّاتُ البَرِّيَّةُ المَلَكِيَّة السُّـعُودِيَّة‎)  — крупнейший по численности и старейший вид Вооружённых сил Саудовской Аравии.

## История
Современная саудовская армия считает датой своего создания 1745 год. Во второй половине XX века сухопутные войска подверглись реформированию. Толчками, которые привели к расширению личного состава и реформам, стали арабо-израильский конфликт 1948 года, Исламская революция в Иране и война в Персидском заливе. В 2000 году правительство Саудовской Аравии выделило несколько миллиардов долларов на увеличение личного состава и модернизацию сухопутных войск.
Из-за чрезмерной зависимости от поддержки иностранных подрядчиков и нежелания проводить реалистичную подготовку в 2000-х армия начала испытывать серьёзные трудности, что привело к бесполезности огромного количества современного оборудования.

### Участие в вооружённых конфликтах
Список войн и конфликтов, где были задействованы сухопутные войска Саудовской Аравии:
- Османо-саудовская война
- Пограничная война между Кувейтом и Недждом
- Вторая саудовско-хашимитская война
- Восстание ихванов
- Саудовско-йеменская война
- Первая арабо-израильская война
- Война аль-Вадия
- Война в Персидском заливе
- Восстание хуситов в Йемене
- Гражданская война в Йемене (с 2014)
- Вторжение в Йемен

## Структура
Сухопутные войска включают в свой состав 4 бронетанковые, 5 механизированных, 4 пехотные бригады. 12-я бронетанковая и 6-я механизированная бригады располагаются в военном городке возле Табука. 4-я бронетанковая и 11-я механизированная бригады расположены в районе Хамис Мушайта. 20-я и 8-я механизированные бригады развернуты около Хафра аль-Батина. 10-я механизированная бригада развернута в Шаравра, которая находится недалеко от границы с Йеменом и примерно в 150 километрах от Замака.
Несмотря на то, что в 1970-х и 1980-х годах сформированы несколько новых подразделений и увеличена общая мобильность войск, численность персонала армии увеличилась незначительно. Армии недостаёт около 30% личного состава. Эта проблема усугубляется смягчённой военной политикой.

### Бронетанковые войска
- 4-я бронетанковая бригада
- 6-я бронетанковая бригада
- 7-я бронетанковая бригада
- 8-я бронетанковая бригада
- 10-я бронетанковая бригада
- 12-я бронетанковая бригада

Саудовские бронетанковые войска делятся на бригады. В каждой бронетанковой бригаде имеется танковая разведывательная рота, три танковых батальона по 35 танков (в среднем), один механизированный пехотный батальон и один артиллерийский батальон с 18 самоходными орудиями. При батальонах находятся свои инженерные, логистические и медицинские роты.

### Механизированные войска
- 11-я механизированная бригада
- 12-я механизированная бригада
- 13-я механизированная бригада
- 14-я механизированная бригада
- 20-я механизированная бригада

Механизированные бригады включают в свой состав разведывательные и медицинские роты, по одному танковому батальону с 40 танками, три механизированных пехотных батальона и артиллерийский батальон. Каждая бригада имеет как минимум 24 противотанковых управляемых ракет, а также несколько миномётов.

### Пехота
- 16-я моторизованная пехотная бригада
- 17-я моторизованная пехотная бригада
- 18-я моторизованная пехотная бригада
- 19-я моторизованная пехотная бригада

Каждая пехотная бригада состоит из трёх моторизованных, артиллерийского и вспомогательного батальонов. Пехотные бригады сухопутных войск не следует путать с бригадами национальной гвардии Саудовской Аравии.

### Воздушно-десантные подразделения и специальные силовые структуры
- 1-я воздушно-десантная бригада
  - 4-й воздушно-десантный батальон
  - 5-й воздушно-десантный батальон
- 64-я бригада специальных назнчения

Воздушно-десантная бригада базируется вблизи города Табука. Бригада ВДВ включает 5 батальонов. Спецназ Саудовской Аравии представляет самостоятельную боевое подразделение.

### Артиллерия
- 14-й  артиллерийский батальон
- 15-й артиллерийских батальон
- Батальон 18-го ракетного дивизиона

## Вооружение и военная техника
| Танки                | Танки                     | Танки                                      | Танки      |
| Название             | Страны                    | Модификация                                | Количество |
| -------------------- | ------------------------- | ------------------------------------------ | ---------- |
| M1 Abrams            | США                       | M1A2S и М1А2                               | 422        |
| M60 Patton           | США                       | M60A3                                      | 390        |
| AMX-30               | Франция                   | AMX-30SA                                   | 250        |
| Боевые машины пехоты |                           |                                            |            |
| Название             | Страна                    | Модификации                                | Количество |
| M2 Bradley           | США                       | M2A2                                       | 400        |
| AMX-10P              | Франция                   |                                            | 293        |
| Бронетранспортёры    |                           |                                            |            |
| Название             | Страна                    | Модификации                                | Количество |
| Al-Masmak            | Саудовская Аравия         |                                            | 5 331      |
| M113                 | США                       | различные модификации                      | 3 112      |
| Panhard M3           | Франция Саудовская Аравия | различные модификации                      | 150        |
| Бронеавтомобили      |                           |                                            |            |
| Название             | Страна                    | Модификации                                | Количество |
| HMMWV                | США                       | различные модификации                      | 1500       |
| Oshkosh M-ATV        | США                       | различные модификации                      | Более 1000 |
| URO VAMTAC           | Испания                   |                                            | 30         |
| Дидгори Медэвак      | Грузия                    | медицинская вариация бронемашины Дидгори-1 | более 100  |
| Артиллерия           |                           |                                            |            |
| Название             | Страна                    | Классификация                              | Количество |
| M270 MLRS            | США                       | РСЗО                                       | 50         |
| Astros II            | Бразилия                  | РСЗО                                       | 72         |
| PLZ-45               | Китай                     | САУ                                        | 54         |
| М109                 | США                       | САУ                                        | 600        |
| AMX-30 AuF.1         | Франция                   | САУ                                        | 51         |
| M198                 | США                       | буксируемая гаубица                        | 144        |
| FH70                 | Великобритания            | буксируемая гаубица                        | 40         |
| М114                 | США                       | гаубица                                    | 534        |
| М102                 | США                       | буксируемое орудие                         | 300        |
| М101                 | США                       | гаубица                                    | 800        |